# 1ª Divisão 1974 (hockey su pista)
La 1ª Divisão 1974 è stata la 34ª edizione del torneo di primo livello del campionato portoghese di hockey su pista; disputato tra il 1º aprile e il 26 settembre 1974 si è concluso con la vittoria del Benfica, al suo dodicesimo titolo.

## Stagione

### Formula
La 1ª Divisão 1974 vide ai nastri di partenza venti club divisi in due gironi; ogni girone fu organizzato con un girone all'italiana, con gare di andata e ritorno. Erano assegnati tre punti per l'incontro vinto, due punti a testa per l'incontro pareggiato ed era attribuito uno solo per la sconfitta. Al termine della prima fase le prime quattro squadre di ogni gruppo si qualificarono alla fase finale; la vincitrice venne proclamata campione del Portogallo.

## Prima fase

### Regional do Norte
|  | Pos. | Squadra           | Pt | G  | V  | N | P  | GF  | GS  | DR  |
|  | ---- | ----------------- | -- | -- | -- | - | -- | --- | --- | --- |
|  | 1.   | Infante de Sagres | 50 | 18 | 15 | 2 | 1  | 137 | 49  | +88 |
|  | 2.   | Porto             | 47 | 18 | 14 | 2 | 2  | 127 | 50  | +77 |
|  | 3.   | Sanjoanense       | 41 | 18 | 10 | 3 | 5  | 112 | 63  | +49 |
|  | 4.   | Académica         | 39 | 18 | 8  | 5 | 5  | 81  | 75  | +6  |
|  | 5.   | Valongo           | 37 | 18 | 9  | 3 | 6  | 59  | 58  | +1  |
|  | 6.   | Beira Mar         | 35 | 18 | 8  | 1 | 9  | 77  | 106 | -29 |
|  | 7.   | Fanzeres          | 33 | 18 | 7  | 1 | 10 | 79  | 85  | -6  |
|  | 8.   | Carvalhos         | 31 | 18 | 5  | 3 | 10 | 70  | 79  | -9  |
|  | 9.   | Oliveirense       | 24 | 18 | 2  | 2 | 14 | 59  | 136 | -77 |
|  | 10.  | Estrela           | 20 | 18 | 0  | 2 | 16 | 50  | 148 | -98 |

Legenda:
  Qualificata alla fase finale.
      Retrocesse in 2ª Divisão 1976.
Note:
Tre punti a vittoria, due a pareggio, uno a sconfitta.

### Regional do Sul
|  | Pos. | Squadra             | Pt | G  | V  | N | P  | GF  | GS  | DR   |
|  | ---- | ------------------- | -- | -- | -- | - | -- | --- | --- | ---- |
|  | 1.   | Sporting CP         | 49 | 18 | 15 | 1 | 2  | 113 | 58  | +55  |
|  | 2.   | Benfica             | 48 | 18 | 14 | 2 | 2  | 155 | 65  | +90  |
|  | 3.   | Oeiras              | 43 | 18 | 12 | 1 | 5  | 103 | 66  | +37  |
|  | 4.   | Paço de Arcos       | 38 | 18 | 7  | 6 | 5  | 73  | 59  | +14  |
|  | 5.   | Juventude Salesiana | 37 | 18 | 8  | 3 | 7  | 100 | 65  | +35  |
|  | 6.   | Cascais             | 35 | 18 | 8  | 1 | 9  | 82  | 83  | -1   |
|  | 7.   | CUF Barreiro        | 35 | 18 | 6  | 5 | 7  | 89  | 96  | -7   |
|  | 8.   | Estremoz            | 30 | 18 | 5  | 2 | 11 | 77  | 109 | -32  |
|  | 9.   | Belenenses          | 26 | 18 | 3  | 2 | 13 | 55  | 100 | -45  |
|  | 10.  | Sporting Tomar      | 19 | 18 | 0  | 1 | 17 | 47  | 193 | -146 |

Legenda:
  Qualificata alla fase finale.
      Retrocesse in 2ª Divisão 1975.
Note:
Tre punti a vittoria, due a pareggio, uno a sconfitta.

## Fase finale campeonato nazionale e metropolitano
|  | Pos. | Squadra           | Pt | G  | V  | N | P  | GF | GS | DR  |
|  | ---- | ----------------- | -- | -- | -- | - | -- | -- | -- | --- |
|  | 1.   | Benfica           | 39 | 14 | 12 | 1 | 1  | 74 | 28 | +46 |
|  | 2.   | Infante de Sagres | 32 | 14 | 6  | 6 | 2  | 49 | 30 | +19 |
|  | 3.   | Sporting CP       | 30 | 14 | 8  | 0 | 6  | 56 | 44 | +12 |
|  | 4.   | Oeiras            | 28 | 14 | 6  | 2 | 6  | 53 | 55 | -2  |
|  | 5.   | Paço de Arcos     | 28 | 14 | 5  | 4 | 5  | 43 | 49 | -6  |
|  | 6.   | Porto             | 28 | 14 | 6  | 2 | 6  | 63 | 48 | +15 |
|  | 7.   | Sanjoanense       | 20 | 14 | 2  | 2 | 10 | 29 | 59 | -30 |
|  | 8.   | Académica         | 19 | 14 | 2  | 1 | 11 | 28 | 82 | -54 |

Legenda:
      Campione del Portogallo e ammessa alla Coppa dei Campioni 1974-1975.
      Eventuali altre squadre ammesse alla Coppa dei Campioni 1974-1975.
Note:
Tre punti a vittoria, due a pareggio, uno a sconfitta.